# Kampa-Halle
La Kampa-Halle est une salle omnisports situé à Minden, en Rhénanie-du-Nord-Westphalie, en Allemagne. Elle est notamment utilisée par le club masculin de handball du GWD Minden.
Elle a été mise en service en 1970 sous le nom de Kreissporthalle Minden puis modernisée en 1999 à l'initiative de l'entreprise Kampa (de) qui a donné son nom à la salle.